# Margarita Mariscal de Gante Mirón
Margarita Mariscal de Gante Mirón (Madrid, 10 de gener de 1954) és una política i jurista espanyola, que fou Ministra de Justícia en el primer govern de José María Aznar.

## Biografia
Va néixer el 10 de gener de 1954 a la ciutat de Madrid, sent la segona de diversos germans, entre ells José Manuel, comissari en cap de la Policia espanyola al districte madrileny de Ciudad Lineal. El seu pare va ser Jaime Mariscal de Gante, policia i jutge del Tribunal d'Ordre Públic (TOP) durant el Franquisme, i la seva mare Margot Mirón Landart, morta el 1997. Va estudiar dret a la Universitat Complutense de Madrid i a la Universitat de Granada. El 1980 va ingressar a la carrera judicial i va ocupar durant dos anys una plaça al jutjat d'Aguilar de la Frontera, població de la província de Còrdova. Posteriorment, entre 1982 i 1983 es va traslladar als jutjats d'Aranjuez. El 1986 fou nomenada magistrada i el 1988 esdevé magistrada-jutgessa de Primera Instància del Jutjat núm. 26 de Madrid, i el 6 de novembre de 1990 va esdevenir la primera dona vocal del Consell General del Poder Judicial, per proposta del Senat d'Espanya. El 1980 es va casar amb Diego-Valle Cabrera a l'Església de Sant Ildefons de Madrid, però més tard es van divorciar després de tenir dos filles.

## Activitat política
Militant del Partit Popular, amb la victòria d'aquesta formació a les eleccions generals espanyoles de 1996 fou nomenada Ministra de Justícia per part de José María Aznar en la composició del seu primer govern, càrrec que desenvolupà fins al final de la legislatura.
A les eleccions de 2000 fou elegida diputada al Congrés dels Diputats per la província d'Albacete i ocupà el càrrec de vicepresidenta primera de la Mesa del Congrés des de l'abril de 2002 al gener de 2004. L'any 2012 fou escollida consellera del Tribunal de Comptes espanyol. Fou una dels dos consellers que van votar a favor d'exonerar l'alcaldessa de Madrid Ana Botella, acusada de vendre pisos a un fons voltor.